# Tilltugg

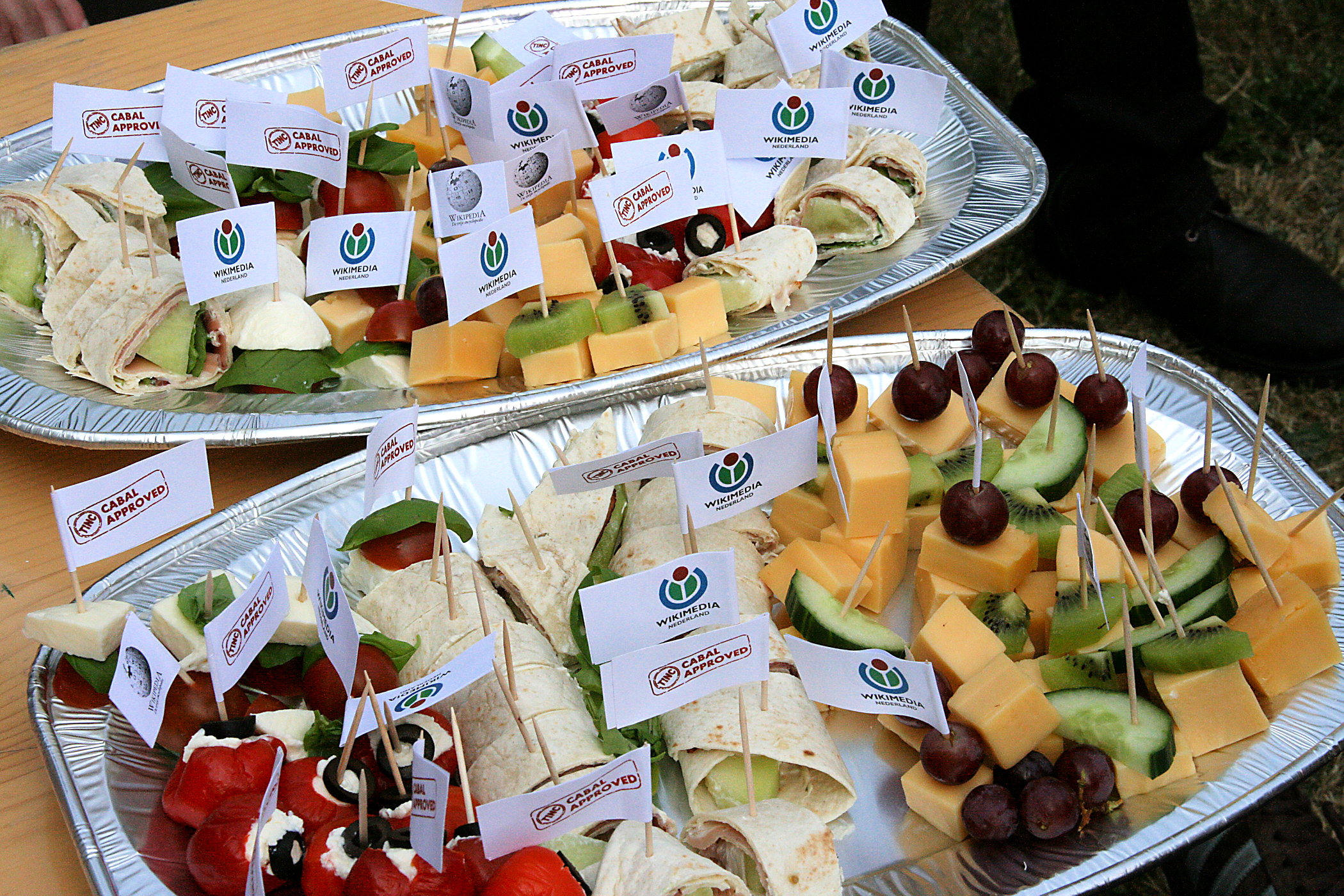
Diverse tilltugg

Tilltugg eller snacks är föda vars huvudsyfte inte är att mätta, utan mer för att tillfredsställa smaklökarna. Tilltugg serveras vanligtvis tillsammans med dryck.
Några exempel på tilltugg är potatischips, popcorn och jordnötter, men även nyttigare sorters tilltugg som minimorötter och skuren gurka är vanligt. Vid finare sociala tillställningar förekommer ofta mer avancerade former av tilltugg, exempelvis snittar som består av munsbitsstora smörgåsar med exklusiva pålägg. Tilltugg är även vanligt förekommande vid hemmakvällar framför till exempel TV:n. Ibland förekommer dippsåser i anslutning till tilltugget.